# Мифология (альбом)
«Мифология» — тринадцатый студийный альбом рок-группы «Крематорий»
Контракт на выпуск тринадцатого альбома группы был подписан с компанией «Союз» 13 марта 2002 года. Из приглашённых музыкантов в записи были задействованы Ольга Дзусова в качестве бэк-вокалистки, и преподаватель новосибирской консерватории Алина Тархова (также бэк-вокал), с которой музыканты «Крематория» познакомились во время гастролей в Новосибирске.
Дизайн нового диска был доверен Виктору Дербенёву.
 «Мифология» создавалась ровно год. И не столь важно, что альбом выходит накануне лета, то есть, как принято считать, «мёртвого сезона». Важнее, что он получился таким, как нам хотелось: в меру усложнённым, разноплановым, неконъюнктурным. (Армен Григорян)

## Список композиций
1. Маша
2. Весёлый ансамбль
3. Ангел
4. Киллер
5. Степной волк
6. Гей, попс
7. День Сурка
8. Силы небесные
9. Снегурочка
10. Настоящее искусство
11. Герой детских сказок

## В записи приняли участие
- Армен Григорян — вокал, гитара
- Дмитрий Терентьев — гитара
- Сергей Третьяков — бас-гитара
- Вячеслав Бухаров — скрипка, клавишные, бэк-вокал
- Андрей Сараев — ударные

### Приглашённые участники записи
- Хайбула Магомедов — фортепиано (1, 7)
- Ольга Дзусова — бэк-вокал (2, 9)
- Алина Тархова — бэк-вокал (6—8)